# ジュディ・ホップス
ジュディ・ホップス（英: Judith Laverne Hopps）は、『ズートピア』シリーズに登場するヨーロッパウサギであり、ニック・ワイルドと並ぶ主要キャラクターの一人である。

## 登場

### ズートピア（2016年）
幼い頃からジュディは、ズートピアで初めてのウサギの警察官になることを夢見ていた。夢を実現させたものの、初日の任務は駐車メーターの管理という地味な仕事だった。勤務中、ジュディはニック・ワイルドというキツネと出会う。彼は息子のために大きなアイスキャンディーを買おうとしたが、手持ちの金がなかったため、ジュディが代わりに支払いを申し出た。しかし後に、彼らが父子ではなく、アイスキャンディーを再加工して小分けに販売しようとする詐欺師コンビであることが判明する。
その後、ジュディはデューク・ウィージルトンを追跡し逮捕するが、その際に起こした騒ぎが原因でボゴ署長の怒りを買う。さらに、ミセス・オッタートンから行方不明の夫を探してほしいと頼まれたジュディに対し、ボゴ署長は希望を持たせすぎたとして非難し、警察を辞職するよう促す。しかし最終的に、事件を2日以内に解決できなければ解雇すると通告する。
捜査を進める中で、ジュディはニックに協力を依頼する。ニックは交通課の友人フラッシュを紹介し、オッタートン氏が最後に目撃されたリムジンを突き止める。そのリムジンは、犯罪組織のボスであるミスター・ビッグの所有物だった。ミスター・ビッグはジュディとニックを凍らせようとするが、追跡中にジュディが救った彼の娘フルフルがジュディを認識したことで事態は一転する。感謝したミスター・ビッグは、リムジンの運転手であるマンチャスの住所を教える。マンチャスは、オッタートン氏が突然凶暴化して自分を襲った後に逃走したと語るが、その直後に自身も凶暴化してしまう。
ジュディとニックは調査を続け、交通カメラの映像からマンチャスがバンで連れ去られたことを突き止める。調査の結果、精神病院でオッタートン氏と他の行方不明になっていた捕食動物たちを発見するが、彼らを拘束していたのは市長ライオンハートだったことが明らかになる。
ジュディは事件を解決して名声を得るが、捕食動物が凶暴化するという事件が、ニックやクロウハウザーのような友人たちに悪影響を及ぼしていることを知る。さらにこの事件が街全体に混乱を引き起こしていることに罪悪感を覚えたジュディは、警察を辞職して故郷のバニーバローに戻り、家族とともに農場の仕事を手伝うことにする。しかし、ウィージルトンが盗んだ花がズートピアの捕食動物を凶暴化させた原因であることを知ったジュディは、再びズートピアに戻り、ニックと和解した後、共に事件の捜査を再開する。
最終的に、事件の黒幕が副市長ベルウェザーであることを突き止めた2人は、彼女に自白させ、その証拠を記録して逮捕に成功する。その後、ニックは警察に入隊し、ジュディのパートナーとなる。2人はボゴ署長から初の共同任務を任される。

### その他の出演
『ズートピア+』では、「Hopp on Board」に登場し、ズートピアへ向かう列車の旅のシーンで描かれている。また、「The Real Rodents of Little Rodentia」では、リトル・ローデンシアでフルフルを救う場面が描かれ、「Dinner Rush」では、ニックとともにフラッシュの車を止めるシーンが登場する。
ジュディは、ビデオゲーム『ズートピア事件簿：紛失ファイル』の主要キャラクターとして、ニックとともに事件の捜査を行う。さらに、レースゲーム『ズートピア：レーシングカーニバル』では、プレイヤーレーサーとして登場する。このほか、『ディズニー インフィニティ3.0』、『ディズニー マジックキングダムズ』、『ディズニーヒーローズ：バトルモード』、『Disney ミラー・ウォリアーズ』など、複数のビデオゲームでプレイヤーキャラクターとして登場している。
ディズニーパークでは、ジュディはディズニーランドやウォルト・ディズニー・ワールドでのグリーティングキャラクターとして登場する。また、上海ディズニーランドのアトラクション『ズートピア：ホット・パシュート』では、新たに任命されたパートナーであるニックとともに、ガゼル誘拐事件の捜査を担当する。
2023年の短編映画『ワンス・アポン・ア・スタジオ -100年の思い出-』では、ジュディが壁の絵から現れ、ウォルト・ディズニー・アニメーション・スタジオの他のキャラクターたちとグループ写真を撮る場面でカメオ出演している。

## 制作
映画の初期段階では、ジュディは物語の主人公ではなく、ニックの相棒として描かれていた。プロットはニックを中心に展開し、彼が無実の罪を着せられた事件で名誉を回復するために、ズートピア警察署の既に経験を積んだ中尉であるジュディが彼を支援するという設定だった。ニックにとって、ズートピアの街は最初から壊れているものであり、皮肉的な主人公を中心に据えた物語は、ストーリーのメッセージや街そのものを損なうものとされた。一方で、ジュディを楽観的な主人公として描き、現実の厳しい世界で自分の居場所を見つけようと奮闘する彼女の姿を通じて、物語とテーマはより意味のあるものになった。

## 評価
『デイリー・テレグラフ』のローザ・プリンスは、ジュディ・ホップスをディズニーの長編アニメ映画のヒロインとして、歓迎すべき変化と評価した。彼女は、ディズニープリンセス・フランチャイズのキャラクターたちがロマンスや家族への忠誠心に焦点を当てる物語が多い中で、ジュディが警察官としての夢のキャリアや街への奉仕に焦点を当てている点を称賛した。
女性映画批評家同盟は、2016年にジュディに「アニメ女性キャラクター賞」を授与した。この賞は『モアナと伝説の海』のモアナとの同点による共同受賞となった。